# Strafford (Vermont)
Pour les articles homonymes, voir Strafford.
Strafford est une ville américaine située dans le Comté d'Orange, dans le Vermont. Selon le recensement de 2020, sa population est de 1 094 habitants.